# Adonisea pulchra
Adonisea pulchra là một loài bướm đêm trong họ Noctuidae.